# McCoy Tyner
Alfred McCoy Tyner (Filadelfia, 11 dicembre 1938 – Filadelfia, 6 marzo 2020) è stato un pianista e compositore statunitense di musica jazz.

## Biografia

### Origini
Alfred McCoy Tyner nasce a Filadelfia l'11 dicembre 1938. Incoraggiato dalla madre, comincia lo studio del pianoforte all'età di 13 anni. Le sue prime influenze musicali vengono dall'ascolto di Bud Powell.
La carriera di Tyner comincia nel 1960, come pianista della formazione di Benny Golson e Art Farmer.
Nello stesso anno sostituisce Steve Kuhn ed entra ufficialmente nello storico quartetto di John Coltrane, insieme a Elvin Jones alla batteria e Jimmy Garrison al contrabbasso.
Partecipa quindi, tra 1961 e 1965, alla realizzazione di alcuni tra i più importanti dischi della storia del jazz come My Favorite Things, A Love Supreme e Ballads.
Tuttavia i rapporti con Coltrane diventano ben presto difficili. La svolta verso il free jazz e l'atonalità di Coltrane non piacciono a Tyner che ha un violento diverbio con Elvin Jones. Sentendosi di fatto escluso dal quartetto, Tyner avvia la carriera solista e fonda un trio del quale diventa il leader.

### Dopo Coltrane

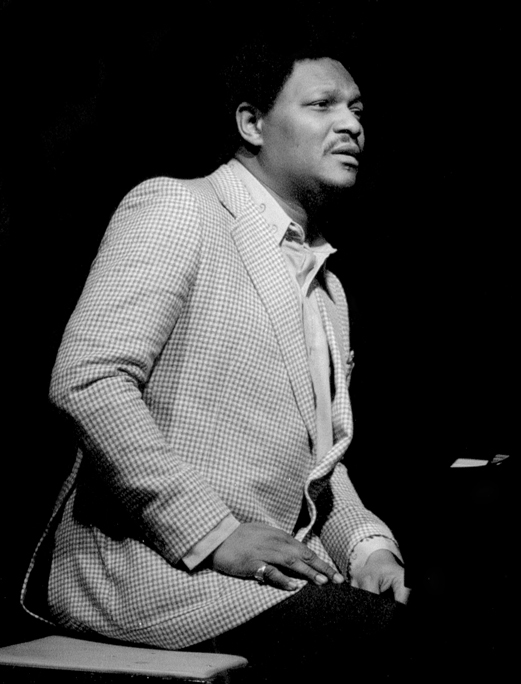
McCoy Tyner nel 1981

Lasciato quindi lo storico quartetto, pubblica, con la Blue Note Records, tra 1967 e 1970, una serie di album di stampo hard bop. The Real McCoy (1967), Tender Moments (1967), Time for Tyner (1967), Expansions (1968) ed Extensions (1970) sono i maggiori esempi del periodo. Poco dopo si accasa alla Milestone Records dove continua a registrare album influenti, inclusi Sahara (1972),  Song of the new world (1973) Enlightenment (1973), con il ventitreenne  batterista Alphonse Mouzon proveniente dai Weather Report  e Fly with the Wind (1976), che vedono la partecipazione del flautista Hubert Laws, del batterista Billy Cobham, e un'orchestra d'archi. La musica di Tyner per la Blue Note e la Milestone spesso prende come spunto di partenza quanto fatto dal John Coltrane Quartet per svilupparne certi aspetti incorporandovi elementi musicali Asiatici e Africani. Per esempio, in Sahara, Tyner suona oltre al piano, anche il koto, il flauto, e le percussioni. Questi album vengono spesso citati come esempi di jazz vitale ed innovativo degli anni settanta, pur non essendo né dischi di fusion né di free jazz.
Fin dagli anni ottanta, Tyner incide e fa tournée per il mondo con il suo gruppo, un trio che comprende anche Avery Sharpe al contrabbasso e Louis Hayes (e in seguito Aaron Scott) alla batteria. McCoy Tyner ha registrato anche tre album da solo per la Blue Note, iniziando con Revelations (1988) e terminando con Soliloquy (1991). Oggi Tyner incide per l'etichetta Telarc Records e suona con svariati gruppi, uno dei quali include Charnett Moffett al basso e Al Foster alla batteria.
È considerato uno dei pionieri nell'uso dell'armonia quartale applicata al jazz.

### Morte
Muore il 6 marzo 2020 nella sua città natale Filadelfia all'età di 81 anni.